# Nyíregyházi Állatpark
A Nyíregyházi Állatpark a városközponttól 5 km-re, a sóstói üdülőövezetben található, ahol strandfürdő, falumúzeum és egy parkerdő nyújt kikapcsolódást az idelátogatóknak.
Az Állatpark ebben a természetes, szinte háborítatlan környezetben kapott helyet egy tölgyerdő mélyén. A 36,5 -hektáros területen földrészek fogadják a látogatókat, hogy aki ide belép, végigjárhatja a Földet, megfigyelheti miként élnek a világ különböző vidékein az állatok.

## Története
A Nyíregyházi Állatpark 1974-ben nyílt meg, „Nyíregyházi Vadaspark” néven. A várostól 5 km-re fekvő sóstói üdülőövezetben kapott helyet, egy 14 hektáros tölgyerdőben. Sóstó Nyíregyháza Önkormányzata kezeli, a városrész határa a Park bejáratánál kezdődik. A Park éppen ezért mind a mai napig használja a „Sóstó Zoo” nevet is.
A megnyitáskor főleg az európai, Kárpát-medencei fajok bemutatására törekedtek. Igaz, hazánkban egyedülálló módon hatalmas, árkos kifutórendszert építettek az állatoknak. Az európai fajokat néha közeli rokonokkal helyettesítették, így pl. európai helyett amerikai bölényt mutattak be. Látványosak voltak az európai ragadozók, a medvék és az európai farkasokat helyettesítő amerikai timber farkasok is. Azonban ahogy az lenni szokott, a közönség egzotikus állatok hiányában elmaradozott...
Hatalmas áttörést jelentett az 1996-os esztendő. Ekkor került az igazgatói székbe Gajdos László, aki elhatározta, igazi állatkertet csinál Nyíregyházán...
1996-ban tehát megtörtént a névváltás, az intézmény a „Nyíregyházi Állatpark” nevet kapta (bár manapság is sokan – igaz, tévesen – „Vadaspark”-nak hívják a bemutatót). Gajdos László csapatával azóta minden évben előrukkol valami újdonsággal. Az egykori kis Vadaspark hazánk emlősállatokban ( ezen belül főemlősökben és vastagbőrűekben különösen) leggazdagabb állatkertje lett.  A Magyarország legnagyobb vidéki állatgyűjteményévé fejlődött intézmény tagja a Magyar Állatkertek Szövetségének (MÁSZ), az Európai Állatkertek és Akváriumok Szövetségének (EAZA) és a Állatkertek és Akváriumok Világszövetségének (WAZA).
Története 1996 óta:
- 1996: Az első év az Afrikai Állatoké. Elkészült az oroszlánok kifutója és átadják az ország legnagyobb kifutójának számító Afrika-Panorámát. Itt zebrák, struccok, jávorantilopok és fehérfarkú gnúk élnek békésen együtt. Elkészül a Madárház, ahol az ország állatkertjeinek leggazdagabb papagájgyűjteménye kap helyet. Egyebek mellett ekkor kerül átadásra a tigriskifutó.
- 1997: Tovább folyik az Állatkert benépesítése. Láma- és kengurukifutó készül, valamint felépül a Zsiráfház. A hollandiai Emmen állatkertjéből érkező zsiráfpár még ez évben egy borjúval gyarapodik.
- 1998: Egyre több faj kap helyet az Állatparkban, köztük számos ritkaság. A Madárházban magyar állatkertekben egyedülálló módon folyamatosan költenek az arák és számos ritka antilopborjú (pl. vörösnyakú víziantilop, fehérfarkú gnú) születik. Az újonnan érkezett fajok közül említésre méltó a csíkos szkunk és a Budapestről kihelyezett vörös óriáskenguru.
- 1999: A vidéki állatkertek közül először kerül átadásra fókabemutató. A borjúfókák víz alatti úszását is meg lehet itt figyelni, az országban ekkor egyedülálló módon. Elkezdődik az orrszarvúház kiépítése.
- 2000: Megnyílik az ország első vidéki, tengeri akváriuma. A számos érdekesség közül érdemes kiemelni, hogy szirti cápa is helyet kapott a bemutatóban.

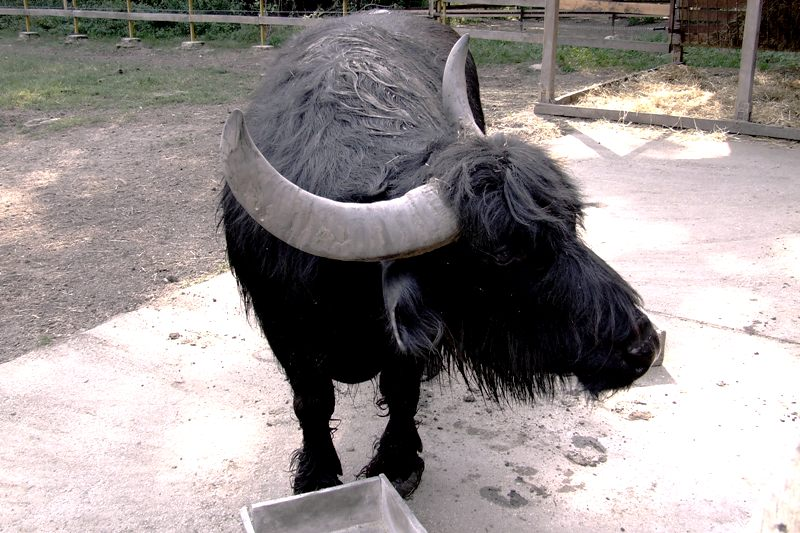
házi bivaly

- házi bivaly 2001: Felépül az európai állatok új kifutó- és röpdesora Magyar Őspark néven. Az állatok mellett egy mini-skanzen is helyet kapott. A leglátványosabb újdonság a régóta hiányolt európai bölény
- 2002: Átadásra kerül a Trópusi Ház. Ide költöztek a cápák és majmok egy része, új fajokkal kiegészülve. A legértékesebb lakók a borneói orangutánok. Még ebben az évben felépül a Ház szabadtéri része, a Mediterrán Kert és a Majomerdő.
- 2003: A korábbi fókabemutató körül felépül a Sarkvidéki Panoráma. A vidéki zoo-k közül elsőként kerül bemutatásra pápaszemes pingvin és jegesmedve.
- 2004: Elkészül az új oktatóterem és az azóta sajnos bezárt, az ember fejlődéstörténetét bemutató Panoptikum. Az év szenzációja a fehér tigris érkezése.
- 2005: Megérkezik az első vastagbőrű, egy fiatal szélesszájú orrszarvú bika. Új, tágasabb kifutót kaptak a szibériai tigrisek és a kamcsatkai barna medvék.
- 2006: A Vastagbőrűek Éve. Felépül az új oroszlánkifutó, a Törpevíziló-ház és az Elefántház. Két tehén érkezik a szélesszájú orrszarvúhoz, rajtuk kívül egy törpevíziló-tehén, három afrikai elefánt és két indiai orrszarvú is gazdagítja az új lakókat. Felépül az ország egyetlen állatkerti szállodája, a Hotel Dzsungel.
- 2007: Elkészül a kaliforniai oroszlánfókák bemutatója. Megszületik Jumanee, az első magyar afrikai elefántborjú.
- 2008: Átadásra kerül a Dél-Amerika Ház. Legértékesebb lakója Pedró, a dél-amerikai tapír. Egyebek mellett dromedárok, jávorszarvasok és Grévy-zebrák érkeznek.
- 2009: Pápaszemes medvék és maláj medvék, fehér oroszlán és három indiai elefánt érkezett. Elkezdődött a Zöld Piramis, valamint a projekt másik része, a Tarzan ösvény építése. Született egy fekete és egy foltos jaguárkölyök.
- 2010: Megérkeztek a komodói varánuszok, a szirtcápák, gömb,- és íjhalak, dajkacápa, homoki tigriscápa és barna (homokpadi) cápa, 6 fős orangutáncsalád, egy sziamang. Megszülettek a fehérfejű selyemmajmok és a görög teknős utódok.[1] Ebben az évben adták át a Zöld Piramist és a benne lévő Ócenáriumot.

- 2011: Új állatfajok a mangrovevaránusz, nagy kudu. Jelentősebb születések és kelések; fekete leopárd, fehér teve, Mayotte-makik, kanadai fehér farkasok, s világra jött az ország első borjúfóka bébije is, Barack, valamint Picur a törpevíziló lány. Az Ócenárium is bővelkedik szaporulatban, bikafejű cápa bébi kelt ki, s a ritkán szaporodó orrszarvú leguánoknál is kopogtatott a gólya! Építészeti különdíjat nyert a Zöld piramis. (Az országos díj után 2012-ben nemzetközi díjat is nyert speciális kategóriában) Itt zajlott az EAZA Academy különleges állatkerti szakemberek részére szóló konferencia is. Afrikai elefánt tenyészközpont lett a park, megérkezett Jack az ivarérett afrikai elefánt (hozzá még 2012-ben 2 tehén érkezett).

- 2012: Újabb különleges fajokkal bővült a park, többek között maláj tigrisek érkeztek, s a fehér tigrisek száma már négyre duzzadt. Nagy hokkók, vörösorrú koátik, fekete langur, Brazza-cerkófok, sörtés armadillók érkeztek, s új férjet kapott a szélesszájú orrszarvú hölgy is. A szaporulat ebben az évben is óriási, közel 150 apróság született, köztük a kipusztulás szélén álló Bali-seregéllyel, perzsa leopárd kölykökkel, s a hármasiker szibériai tigrisekkel. Átadásra került az Evolúciós erdő és a régi akváriumházból kialakított Hüllő ovi, ahol saját kelésű állatok kerültek bemutatásra.
- 2013: Új állatfaj a kékpettyes maszkos rája, feleséget kap a jegesmedve hím. Az országban először született borneói orangután.
- 2014: Geoffroy-macska, sörényes hangyászok érkeztek. Magyarországon először született ománi tehénorrú rája, továbbá sárgaszakállú maki, sátánmajom és binturongok születtek. Az év végén átadásra került a Viktória ház.

- 2015: Kondorkeselyű tojó érkezett az állatparkba a németországi Wuppertal állatkertből (később párja is érkezett).[2][3][4][5] Megszületik Kito, a második magyar afrikai elefántborjú, továbbá törpevíziló és borjúfóka is született. Európa legjobb állatkertje lett kategóriájában.
- 2016: Átadásra kerül az Andok kalandok, mely Dél-Amerika állatvilágát mutatja be. Megnyílik az Ausztrál ház, újból bemutatásra kerülnek a vörös óriáskenguruk és dingók is érkeztek. Szaporulat volt többek között a karvalykeselyűknél, a folyami tüskésrájáknál, a fekete lóantilopoknál, a kis pandáknál, a vörös óriáskenguruknál és a fehér oroszlánoknál is.
- 2017: Szaporulat volt a fehér oroszlánoknál, a mishmi takinoknál, a törpevízilovaknál, az amerikai bölényeknél, a Grevy-zebráknál, a perzsa leopárdoknál, a jaguároknál, a dingóknál és több majomnak és makinak is utóda született. Új állatfajként vietnámi szikaszarvasok érkeztek.
- 2018: Átadásra kerül a látogatócentrum elnevezésű új főbejárat és az új hópárduc kifutó, megnyílik az állatkert újabb hotele a Pangea Ökocentrum. Az év legnagyobb szenzációja a Magyarországon először világra jött indiai orrszarvú bikaborjú, továbbá Kimani, a harmadik magyar afrikai elefántborjú is. Negyedszerre születik a fehérkezű gibbonpárnak utódja és kis panda ikrek is születtek. Ismét Európa legjobb állatkertje lett kategóriájában.
- 2019: Szaporulat volt a a kis pandáknál, a zsiráfoknál, a takinoknál és a mandzsu darvaknál is. Rekordlátogatottság: több mint 600 ezer fő.
- 2020: Szaporulat volt az amuri darvaknál, a Geoffroy-macskáknál, a fehér oroszlánoknál, a zsiráfoknál és a Mishmi-takinoknál.
- 2021: Átadásra került az India-ház. Bojtosfülű disznók érkeztek. Szaporulat volt az amerikai bölényeknél, az európai bölényeknél, a kis pandáknál és az Ezüstös orrszarvúmadaraknál is.
- 2022: Az év legnagyobb szenzációja a második indiai orrszarvú borjú, és a negyedik afrikai elefántborjú. Szaporulat volt továbbá a törpevízilovaknál, a sarki farkasoknál, a pumáknál, a sörényes hangyászoknál, a Mishmi takinoknál is. Harmadszorra lett Európa legjobb állatkertje kategóriájában.
- 2023: Megérkeztek a Jégkorszak első lakói a Humboldt-pingvinek. Kodiak-medve érkezett és többek közt észak-kínai leopárdok születtek.
- 2024: Átadásra került a Jégkorszak és az Afrika röpde is. Többek közt királypingvinek, sziklaugró pingvinek, fehérfejű rétisasok, Steller sasok érkeztek.

## Állatkerti séta
Az alábbiakban az Állatpark leírása olvasható, egy képzetbeli sétára kalauzolva.

### Sarkvidéki Panoráma
Az Állatpark könnyen megközelíthető autóval vagy a 8-as jelzésű busszal. A kocsival érkezőket ingyenes parkoló várja. A parkolóban, a 2018-ban átadott új bejárattal szemben kapott helyet a zsiráfszobor, mely a Park első nagyobb látványosságának számító fajt ábrázolja.

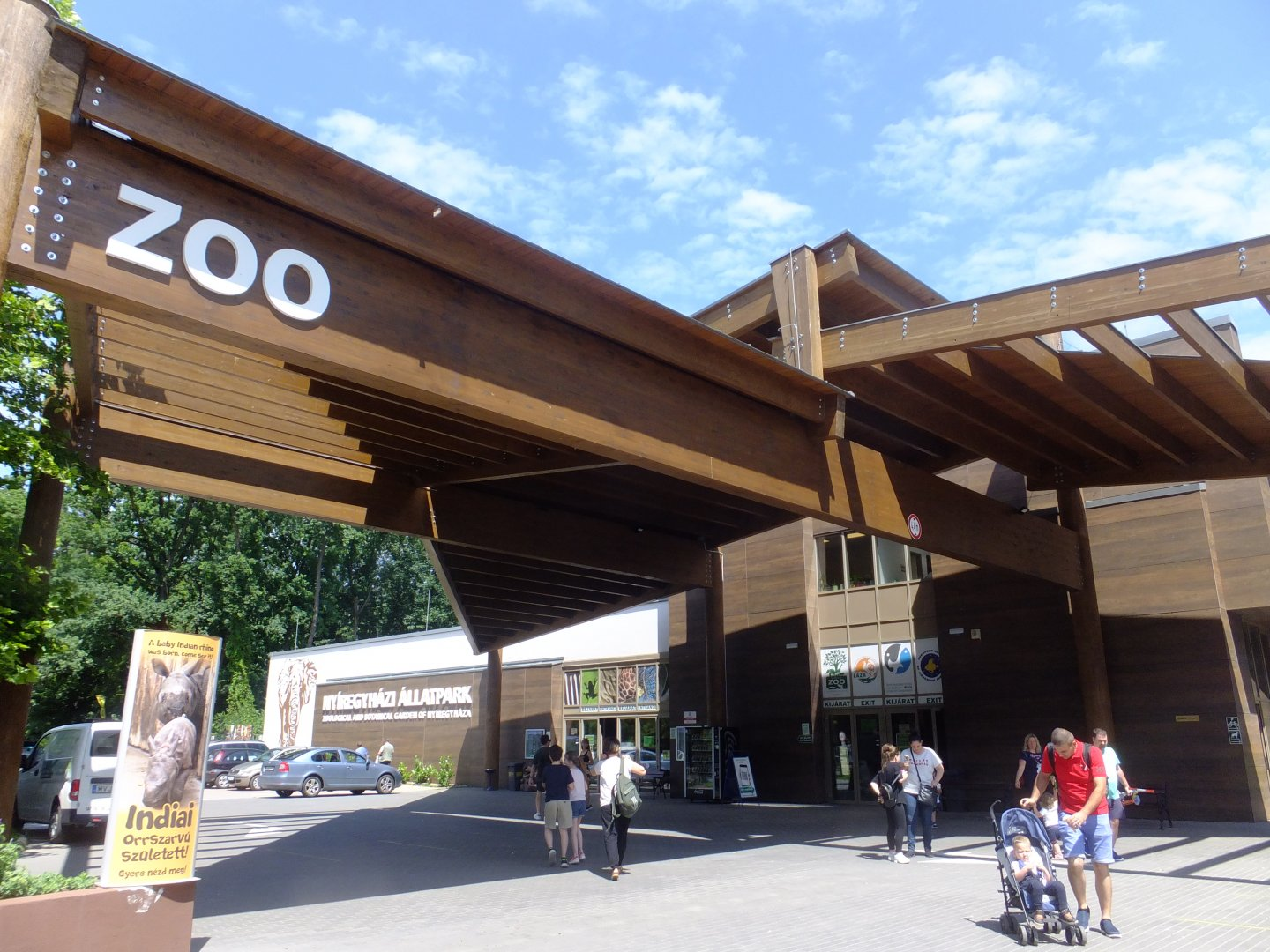
A 2018-ban átadott új főbejárat

A bejáraton belépve először a Sarkvidéki Panoráma nevű kifutókomplexum tárul elénk. Az országban csak itt tartanak Humboldt-pingvineket. A nyíregyházi csapat már több ízben szaporodott. Korszerű kifutójukat szúnyogháló védi a madarak számára halálos betegséget terjesztő szúnyogoktól. A pingvinek mozgása a víz alól is megfigyelhető.
A 2007-es év nagy szenzációja az oroszlánfókák bemutatójának átadása volt. A korszerű medence és a hozzá tartozó épület az állatok és a gondozók minden igényét kielégíti, a lelátókon ülő közönség pedig naponta háromszor gyönyörködhet fóka-showban. A medencében három fiatal hím kaliforniai oroszlánfóka kapott helyet. A jegesmedvék kifutója két részre osztható, mindkettőben található medence. Jelenleg egy hímet és két nőstényt tartanak, egymástól elkülönítve. A hím neve Jorek, a nőstényeké Fiete és Sznyezsana. Hatalmas, feszített víztükrű medencéikben gyakran megmártóznak.
A szomszédban látható az 1999-ben átadott borjúfóka-medence, amelyen négy fóka, három nőstény és egy hím látható. A nőstények között található a 2011-ben itt született kislány is, aki az ország első fóka bébije!
Kifutójukat csak néhány nagyobb szikla választja el a rénszarvasoktól, ahol minden évben van szaporulat. 
A sarkvidéki madarakat két röpdében láthatjuk: egyikben ezüstsirályok, a másikban hóbaglyok kerülnek bemutatásra.
A Sarkvidéki Panoráma mellett kapott helyet az igazgatósági iroda, amely mellett tágas kifutóban egy basset hound kutya él.
A Sarkvidéki panoráma sok férőhelye elavult, leromlott állapotban van, ezért a Sóstó Zoo új, klimatizált épületet szeretne létrehozni. A "Jégkorszak-ház" fantázianevű épületben a jelenlegi fajokon kívül királypingvineket is bemutatnának.

### Zöld piramis-Ócenárium és környéke

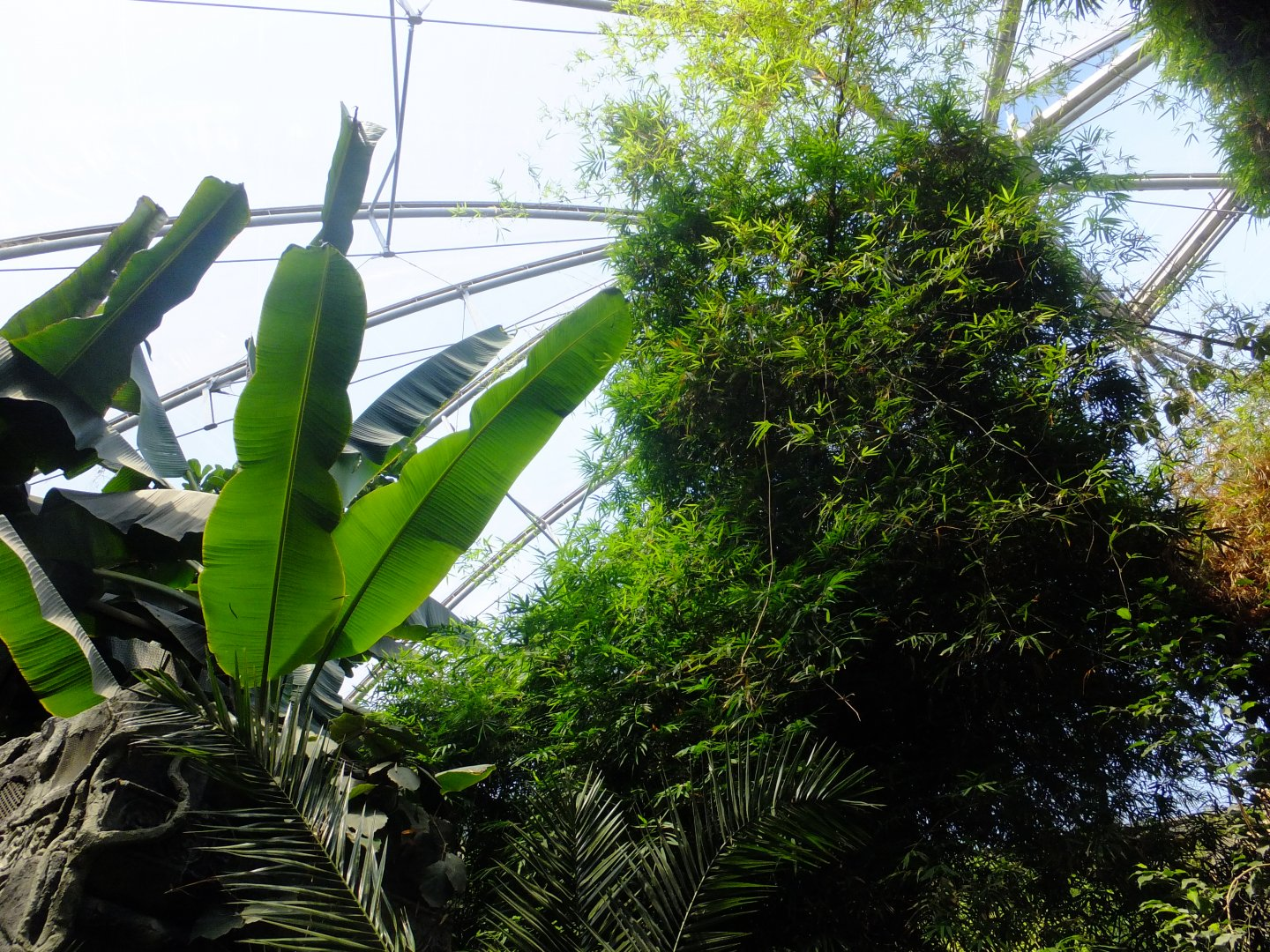
A Zöld Piramis belülről

A Panorámát elhagyva azonnal látjuk a Zöld Piramis és Ócenárium komplexumát. 
2010-ben Magyarországon és a Közép-európai térségben is egyedülálló létesítmény nyitotta meg kapuit; 4000 négyzetméteren 3 szintes épületben Zöld Piramis épült Ócenáriummal és Esőerdőházzal.
A Zöld Piramisnak nevezett épület föld alatti szintjén az Indiai-óceán élővilága jelenik meg. Üvegfolyosóban közlekedve az 500 000 literes akváriumban lévő cápák, ráják, korallok és más élőlények világát figyelhetjük meg. 
A nagy érdeklődésre való tekintettel egy héten kétszer élményt jelent a cápaetetés, ahol a több mint 2 méter hosszú homoki tigriscápa reggelijét kísérhetik figyelemmel az üvegfolyosóban a park látogatói.
Az Ócenárium fölött található az Esőerdő, ahol bemutatkozik Európa legnagyobb komodói varánusz tenyészpárja, de a függőhídon eljutunk az orangután bemutatóhoz éppúgy mint a Félelem barlangjához. A 10 méter magasságból lezúduló vízesés mellett elhaladva pedig találkozhatunk a borzongatóan szép hüllők különleges gyűjteményével.
A házból kifelé tartva a ház bal oldalán az egyik külső kifutókban egy különleges és ritka állatfajjal találkozhatunk, az indiai orrszarvúval. Egy fiatal tenyészpár él itt, egymástól elkülönítve. Számos egyéb állathoz hasonlóan Magyarországon csak itt bemutatásra kerülő faj. Az orrszarvúak mellett látható a népes indiai antilop csapat, három ázsiai elefánt társaságában.
Egy közeli kifutó volt 2020-ig az otthona az ország legnagyobb kétpúpú teve családjának. A régi kifutójuk helyén épült meg az India-ház, ahol új belső férőhelyeket kapnak az indiai orrszarvúak, cápaakvárium épül, és egy teknősbemutatót is létrehoznak. Az épületet 2021-ben adták át.  
Egy nagymacskafaj is a közelben kapott helyet. A hópárduc igazi állatkerti ritkaság, bár eredeti élőhelyén, Közép-Ázsia magashegységeiben is kiveszőben van. A nyíregyi "szürke szellemek" nemrég kaptak új kifutót.

### Oktatóterem, főemlősök és Hüllőovi
Az építési terület mentén visszafelé indulva az Oktatóteremhez érünk. Az épületnek más funkciója is van: a közeli kifutókban elhelyezett főemlősök számára nyújt belső férőhelyet. Az egyik ilyen kifutó lakója Tódor, a bóbitás gibbon. Szomszédai a madagaszkári varik, melyek eredetileg Madagaszkáron élnek. Érdekesség, hogy az Állatparkban mindkét fajuk látható, a fekete-fehér vari és a vörös vari is. Sőt, az itt látható pár hibrid kölykei is bemutatásra kerülnek érdekességképpen.
A harmadik kifutó lakói a fehérkezű gibbonok, egy csapat látható itt. Az oktatóteremtől továbbmenő ösvény mellett látható a binturongok ketrece, az út végén pedig a Hüllőovi terül el.

### Viktória-ház
A 2015-ben átadott Viktória-ház főként a dél-amerikai állatvilágot mutatja be (a csupasz turkálók, sivatagi rókák és szumátrai tigrisek kivételével). Néhány faj, amely itt látható: Geoffroy-macska, császárbajszú tamarin, sörényes hangyász, skarlátbatla, páncélos krokodil.

### Madárház
A közelben áll a Madárház. Egykor itt kapott helyet az aprócska, mára megszűnt Pálmaház is, valamint egyfajta telelőként is funkcionált. A közönség ma már nem látogathatja, lévén tenyésztés folyik. 
Az épületben Magyarország legnagyobb állatkerti papagájgyűjteménye kapott helyet ( persze e madarakkal az Állatpark más részein is találkozhatunk). Különösen szép a nagypapagájok gyűjteménye. Az arák közül két faj rendszeresen költ, s összesen öt fajukat mutatják be : jácintkék-,  kis katona-, zöldszárnyú-, sárgaszárnyú- és sárga-kék arát. Szintúgy gazdag a kakadugyűjtemény, említést érdemel az inkakakadu és a Malukui kakadu. Amazon-papagájokból is látható három faj, s nem hiányozhat a jákó sem.  A tágas röpdékben még számos papagájfaj helyet kapott: hullámos-, nimfa-, énekes-, kecske-, örvös-, nemes-, barát- és sziklapapagájok egyebek között. A "kampóscsőrűeken" kívül egyéb madarak is helyet kapnak: szarvascsőrű madarak, koronás darvak, szövőmadarak, turákó, óriástukán és trópusi seregélyek is lakják a röpdéket. A legértékesebb a hófehér Bali-seregély.
A Madárháztól nem messze a tyúkfélék röpdesora nyújtózik. Különféle fácánfajok mellett pávák, zöld pávák pulykák, gyöngytyúkok és díszbaromfiak lakják (köztük olyan ritka fajták is mint az Ayam Cemani). Egy-két páva és japán baromfi szabadon él, ők is leggyakrabban a környéken láthatóak.

### Trópusi Ház
Közvetlenül a Madárház mellett épült fel 2002-ben a Trópusi Ház. Az épülethez számos kisebb-nagyobb kifutó és röpde is tartozik. Ezek egyikében Brazza-cerkófok laknak. Kicsivel odébb egy csapat kacagó gerle él.
A központi csarnokban elhelyezett röpdében papagájok és zöldszárnyú galambok röpködnek, a kis tóban különböző halfajok: koi ponty, aranyhal, paplanszájú sügér, cápaharcsa és még mások láthatóak. Gazdag a növényzet is, egy hídon pedig felkapaszkodhatunk a lombkoronáig. itt, a galérián egy terráriumban zöld leguán és több szárazföldi teknősfaj kapott helyet, mellettük pedig egy pár fehérajkú tamarin.
Több főemlősfaj belső férőhelye is itt található. Feketefejű pókmajmok és katták egyaránt megfigyelhetők. Dél-Amerikát reprezentálják a hatalmas zöld anakonda és a közönséges boák terráriumai. Egy tágas ketrecben szibériai csíkosmókusok szaladgálnak, több albínó példány is.
Az egyik legérdekesebb bemutató a Denevérbarlang. Itt bekukucskálva a félhomályban egy nílusi repülőkutya-csapat tagjait figyelhetjük meg.  A vízesés alatti akváriumban hatalmas trópusi halak, egyebek között gyümölcsevő piranhák élnek. Sok látogatót vonz a külön terráriumban elhelyezett albínó tigrispiton. Egy harmadik medence lakója egy fiatal pápaszemes kajmán és a nála jóval nagyobb borneói folyamiteknős. A szomszédos területen telelnek a sarkantyús teknősök, fejük felett zöldszárnyú arák és sárgabóbitás kakaduk tanyáznak, ők télen-nyáron a Ház lakói.
Ázsia óriáskígyó a pitonok. Egy jókora terráriumban egyaránt bemutatásra kerül egy hatalmas kockás piton és két szintén jókora szalagos tigrispiton. Az India-Óceán élővilágát képviselik a szomszédos cápák, a több tízezer literes akváriumban egy fehérfoltú szirticápa és egy feketefoltú szirticápa él.
A Mediterrán-kertben lévő madárröpdében két érdekes faj kapott helyet, belső röpdéjük a cápaakvárium mellett áll.  A két állandó faj a szent íbisz és a szépen szaporodó szürkenyakú koronásdaru-család, de néha más vízimadarak is társbérlőik lesznek.
A közönség kedvencei az orángutánok. Az Állatpark két fiatal hím borneói orangutánt mutat be. 
A Trópusi Ház külső része a Mediterrán-kert. Számos földközi-tenger környékéről származó növényfajt lehet a bemutatóban látni, de nyaranta itt sütkéreznek a görög teknősök, a mór teknősök és a zöld leguán. A már említett vízimadarak és az orángutánok kifutói is itt kaptak helyet.
Különlegesség a Mediterrán-kert melletti Makierdő is. A közönség itt besétálhat a sárgaszakállú makik, katták és a nyaranta szintén itt helyet kapó sarkantyús teknősök közé. 

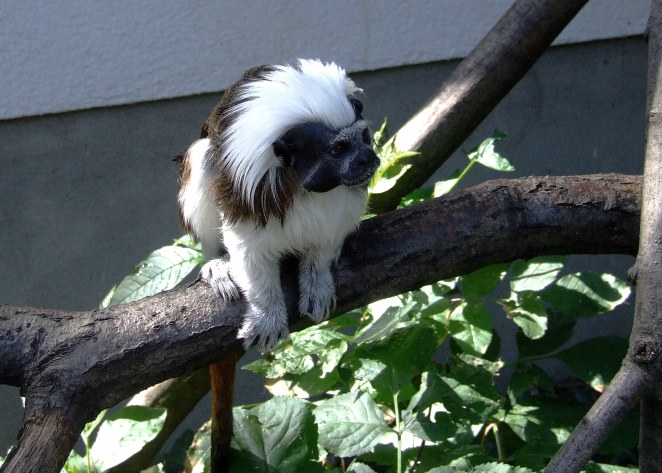
Lisztmajmocska
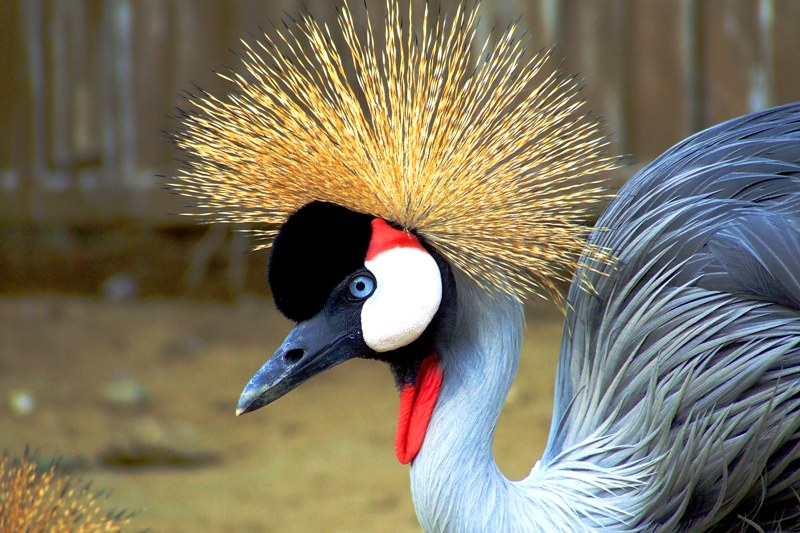
Koronás daru
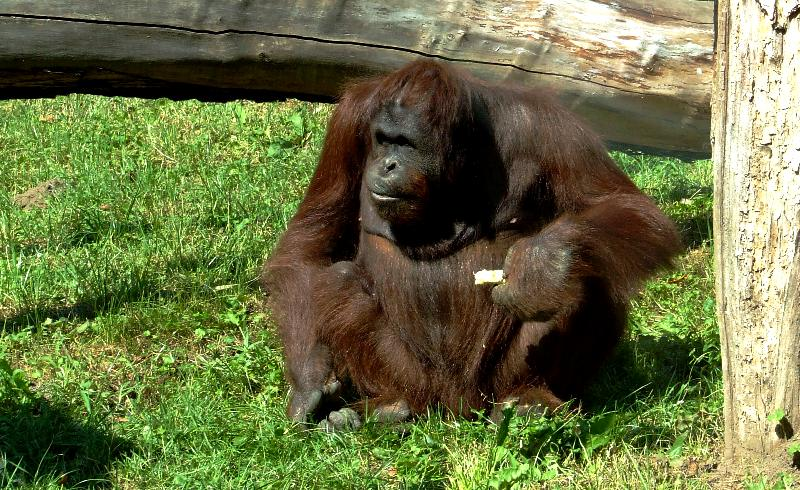
Orangután
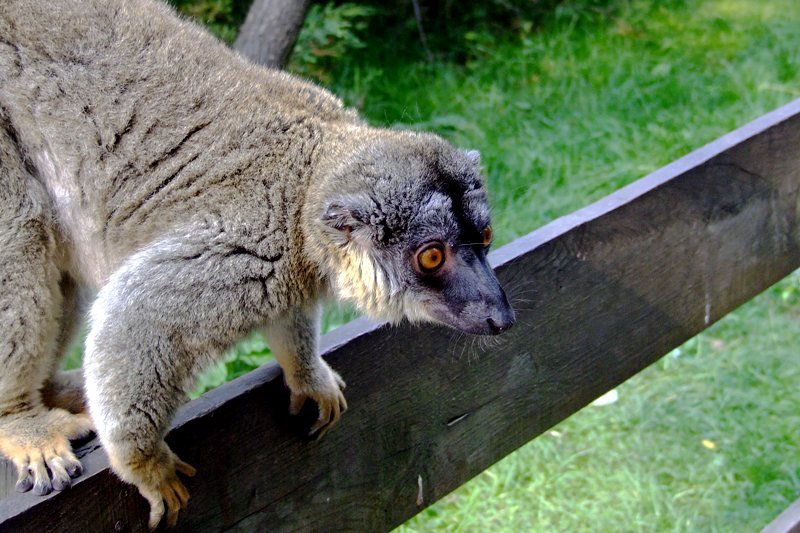
Barátságos Sárgaszakállú maki

### Ausztrália Ház és környéke
Az Ausztrália Ház kicsiny épület, azonban igen tetszetős. Akárcsak a Trópusi Házat, ezt az épületet is két évig építették és 2008-ban avatták fel a nagyközönség előtt. Eleinte még Dél-Amerika házként funkcionált.
A bemutatót egészíti ki az Ausztrália-híd. Innen kiváló a rálátás a vörös óriáskengurukra, a Bennett-kengurukra, a dingókra, az emukra és a tyúkludakra.
A közelben néhány nagyobb ragadozó is helyet kapott. A Trópusi Ház oldalában lévő kifutóban és az épületben lévő belső férőhelyekben élnek a maláj tigrisek. Ez a faj igazi kuriózum hazánkban, most először kerül bemutatásra. A maláj tigris Európában csak kilenc állatkertben látható.  A szomszédban  egy másik szép tigristípus él: fehér tigrisek még Győrben és Pécsett láthatóak hazánkban. A tigriseket a látogatók- a többi nagymacskához hasonlóan- üvegfalon át is megtekinthetik, jóformán testközelből. Egy kis tavacska is itt kapott helyet, melyen egy híd ível át. Benne aranyhalak és koi pontyok úszkálnak.

### Andok Kalandok
Ez a kifutóegyüttes dél-amerikai állatoknak ad otthont. Egy vízimadarakat bemutató kis tó mellett található a Park jaguárcsaládjának férőhelye, melynek különlegessége, hogy egy üvegalagúton végigsétálva innen a közönség testközelből szemlélheti a nagymacskákat. A jaguárok mellett egy függőhídrendszer veszi kezdetét, ahonnan lenézhetünk a tapírok, lámák, nanduk, pápaszemes medvék és társaik kifutóira. Az ösvény végén láthatóak az ormányos medvék és fehérajkú pekarik.

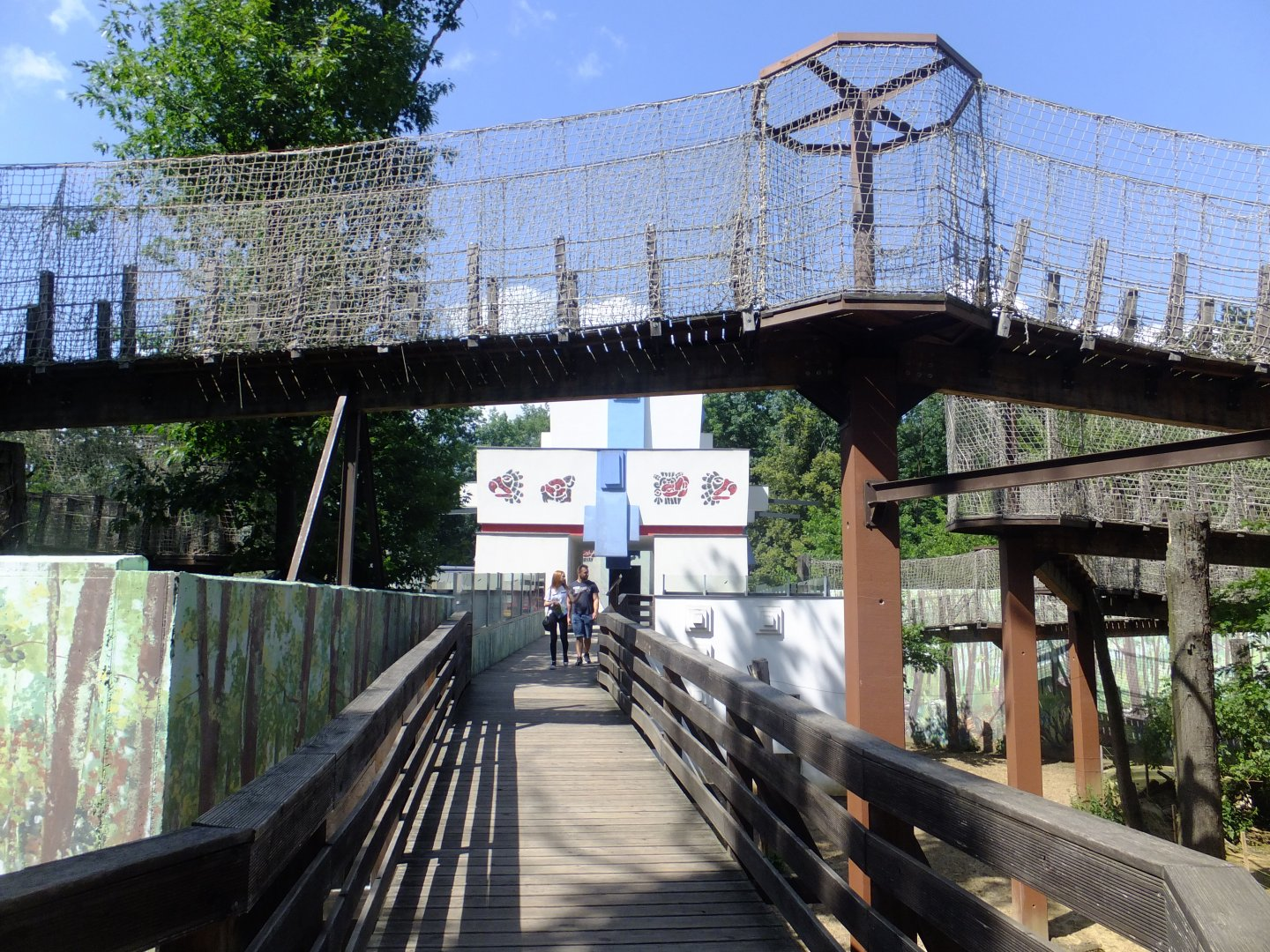
Andok Kalandok

### Afrika-panoráma
Az Állatpark legnagyobb területű kifutókomplexuma.
A legnagyobb kifutó közel 2 hektáros, itt egy növényevő-közösség lakik. Hatalmas szarvú watusi marhák mellett egy zebraménes is legelészik itt. Az itt bemutatásra kerülő faj az alföldi zebra, azonban itt két alfaja is látható: a Böhm-zebra és a Chapman -zebra, az utóbbi az országban csak itt kerül bemutatásra.A kifutó három legnagyobb lakója a szélesszájú orrszarvú trió.
A patásokkal szemben afrikai ragadozók: két fehér oroszlán kapott helyet. Az ő kifutójukban egy üvegbúra található, egy alagúton végigsétálva innen a közönség testközelből szemlélheti a nagymacskákat. A pár különösen népszerű. A nagy patás-kifutó mellett egy kisebb, hasonlóan árkos kivitelű is található, ahol fehér gólya, daru és nílusi ludak, valamint egy csapatnyi zambézi mocsáriantilop látható. A szomszédos kifutóban a struccpár kapott helyet, továbbmenve egy kis tó látható.
A nagy tavon főleg tőkés récék úszkálnak, igaz ők vadon élő állatok, főleg a téli hónapokban keresik fel a Parkot. A tó egy elkerített részére a flamingók is begázolhatnak.
A Panoráma része a Tarzan-ösvény. Az első kifutó lakója a különleges, nagyobbacska sertés nagyságú törpevíziló. Érdekes módon ennél a fajnál jóval több nőstény születik, mint hím, fogságban viszont csak magányosan vagy párban lehet tartani, lévén a természetben is így él. Éppen ezért a hímek iránt állandó kereslet van, az itteni nősténynek is három évet kellett várnia, míg párhoz jutott.
Különleges az oroszlánkifutó, lévén jórészt csak egy vizesárok választja el a látogatóktól. Az Állatpark alapító lakója a hatalmas hím oroszlán, Elek, valamint feleségei, akik folyamatosan gondoskodnak kölykökről.
A Flamingóház stílszerűen egy maszáj kunyhót formáz, A madarak kifutójával szemközt kapott helyet a szurikáták férőhelye, ezután a gepárdok kifutójához érünk.
A gepárdok mellett egy híd vezet a nagy Afrika-kifutóhoz, melynek lakói Rothschild-zsiráfok, Grevy-zebrák,  mendeszantilopok, fekete lóantilopok, nagy kudu, szitutungák és nyársas antilopok. Az ösvény másik oldalán látható a gorillakifutó, melyben két hím nyugati gorilla, Djumbah és Bubu él.

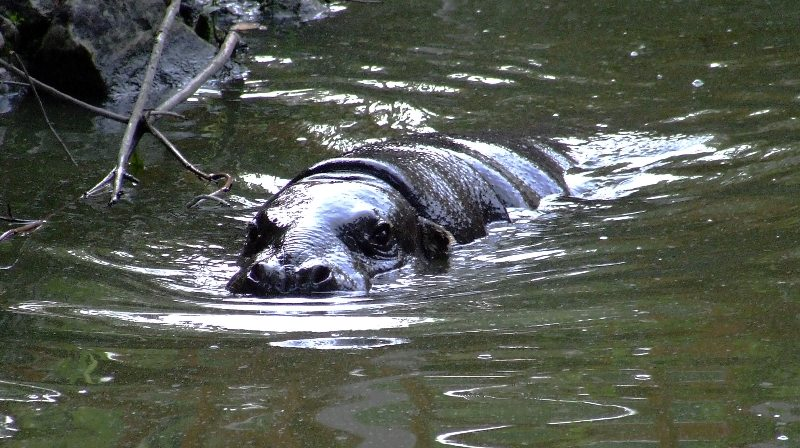
Törpe víziló
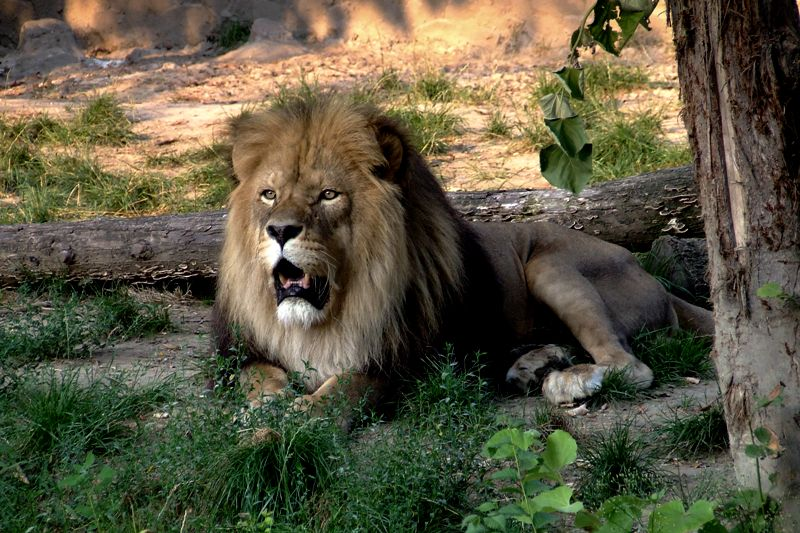
Elek, az oroszlán
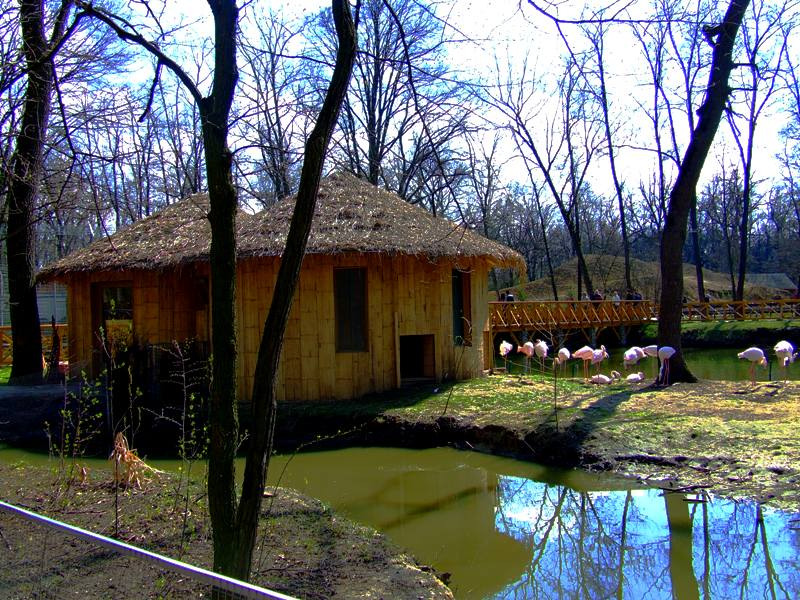
Maszáj falu flamingókkal
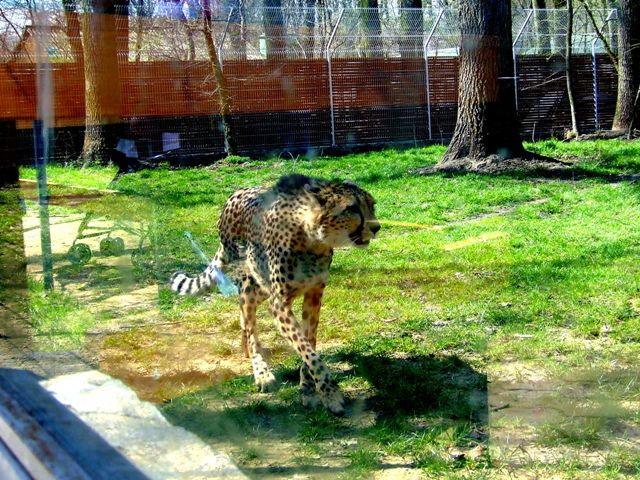
Gepárd

Visszasétálva a törpevízilovakhoz, egy domboldalnál találjuk magunkat, lakói a sörényes juhok, a vizesárkában pedig teknősök, tőkés récék és bütykös hattyúk élnek. Érdekes a szurikátával rokon zebramungó-csapat is.
Afrikát több főemlős is képviseli, tágas kifutókban találkozhatunk galléros páviánokkal, varikkal és fehérzászlós gerezákkal. A páviánok mellett egy újabb patáskifutó kapott helyet, lakói a  varacskos disznók.

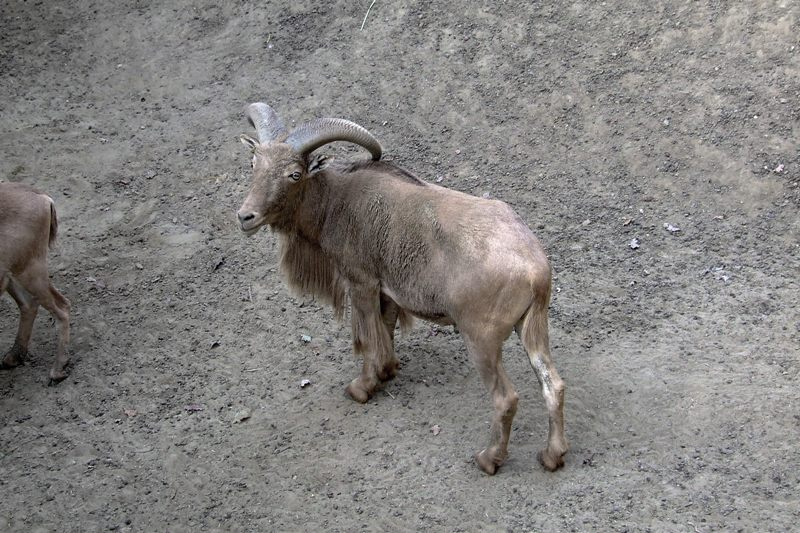
Sörényes juh
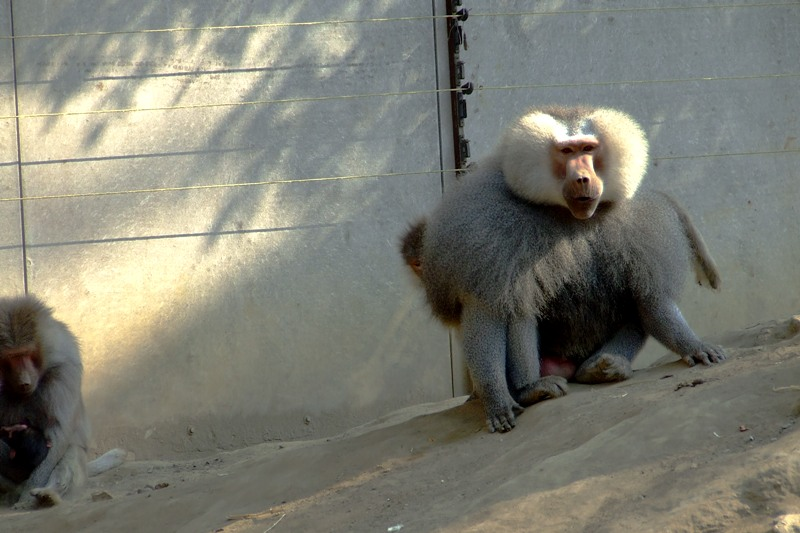
Galléros pávián
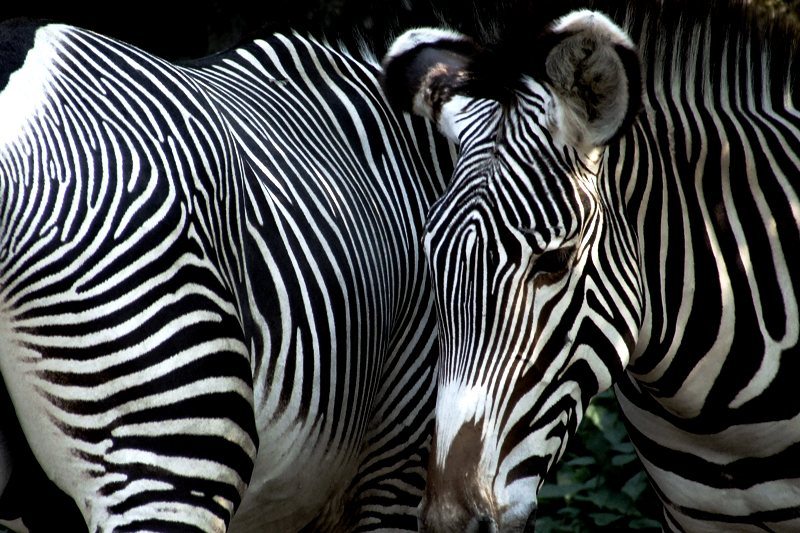
Grévy-zebrák
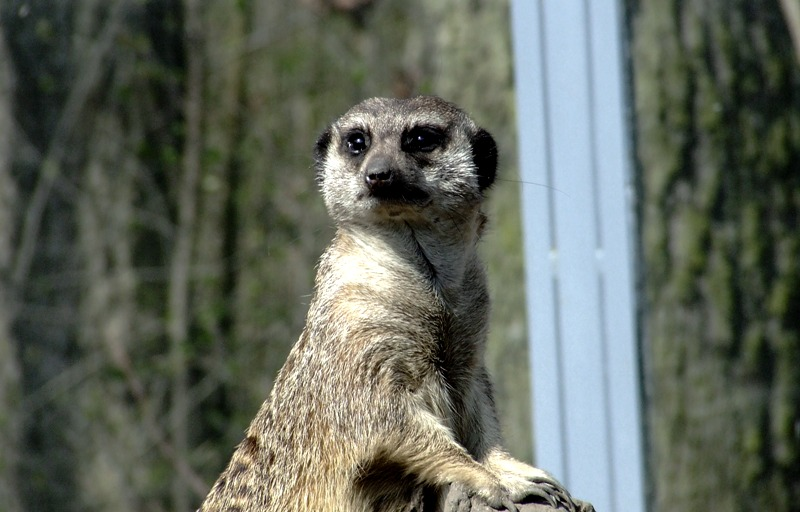
Szurikáta

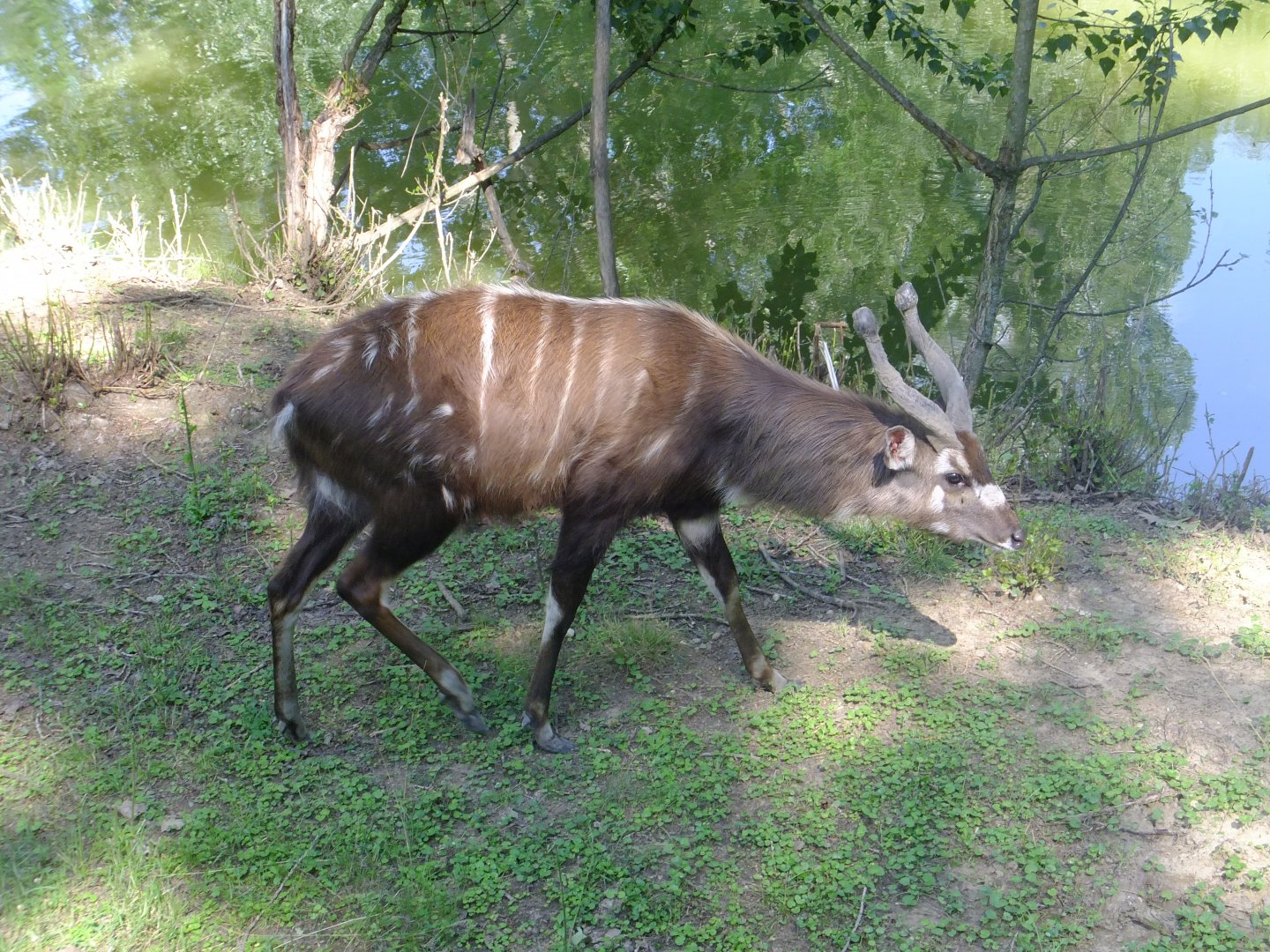
Szitutunga

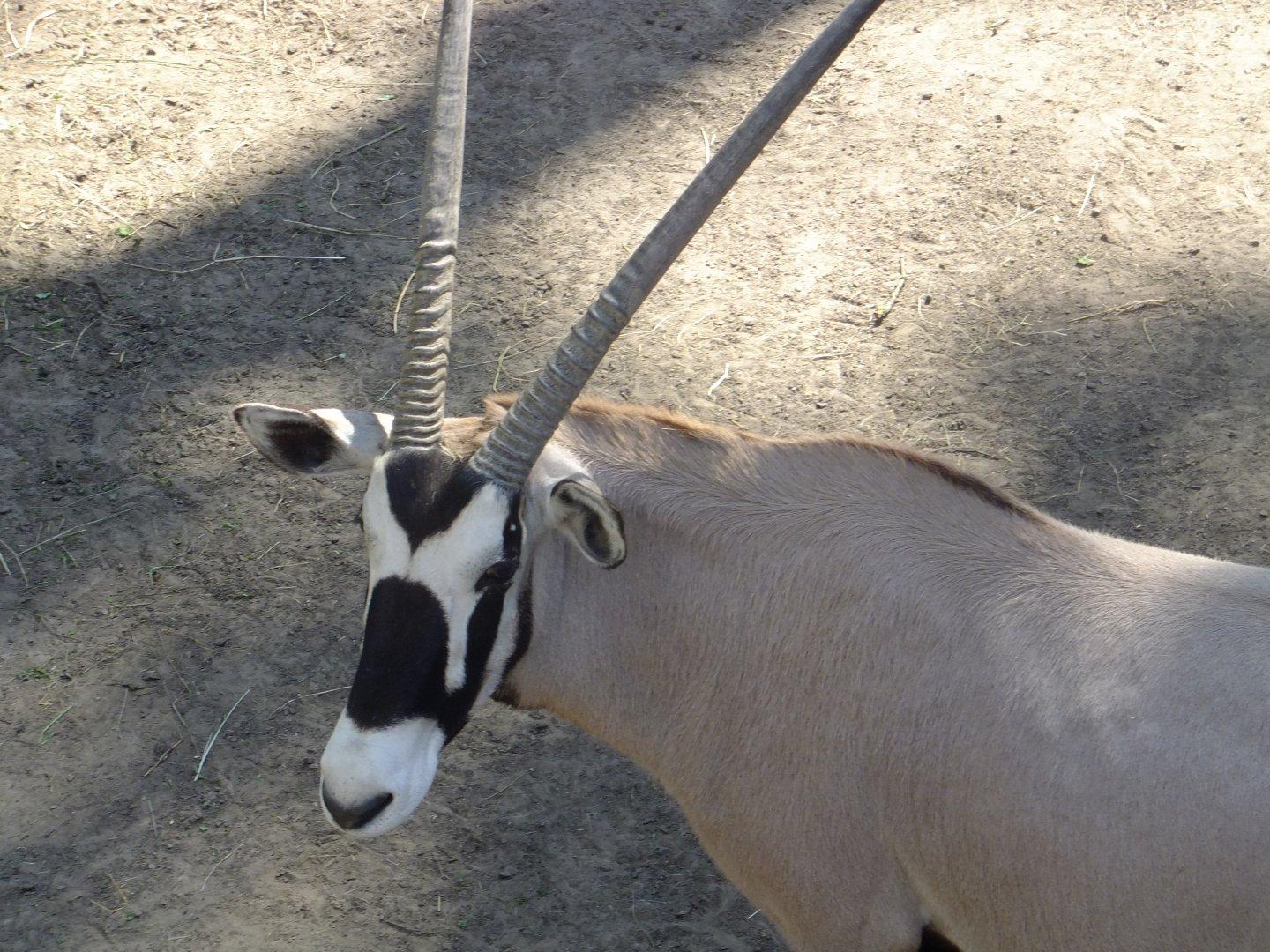
Nyársas antilop

A régi zsiráfkifutóban kaptak helyet a dromedárok.
A korszerű Elefántház 2006-ban épült fel. Jelenleg egy család afrikai elefánt lakja. Az országban csak itt látható ez a faj. 

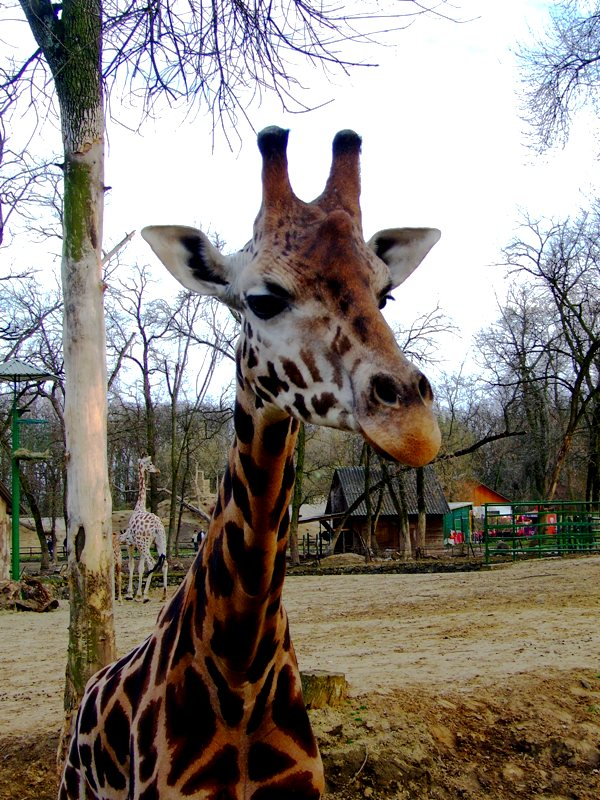
Zsiráf
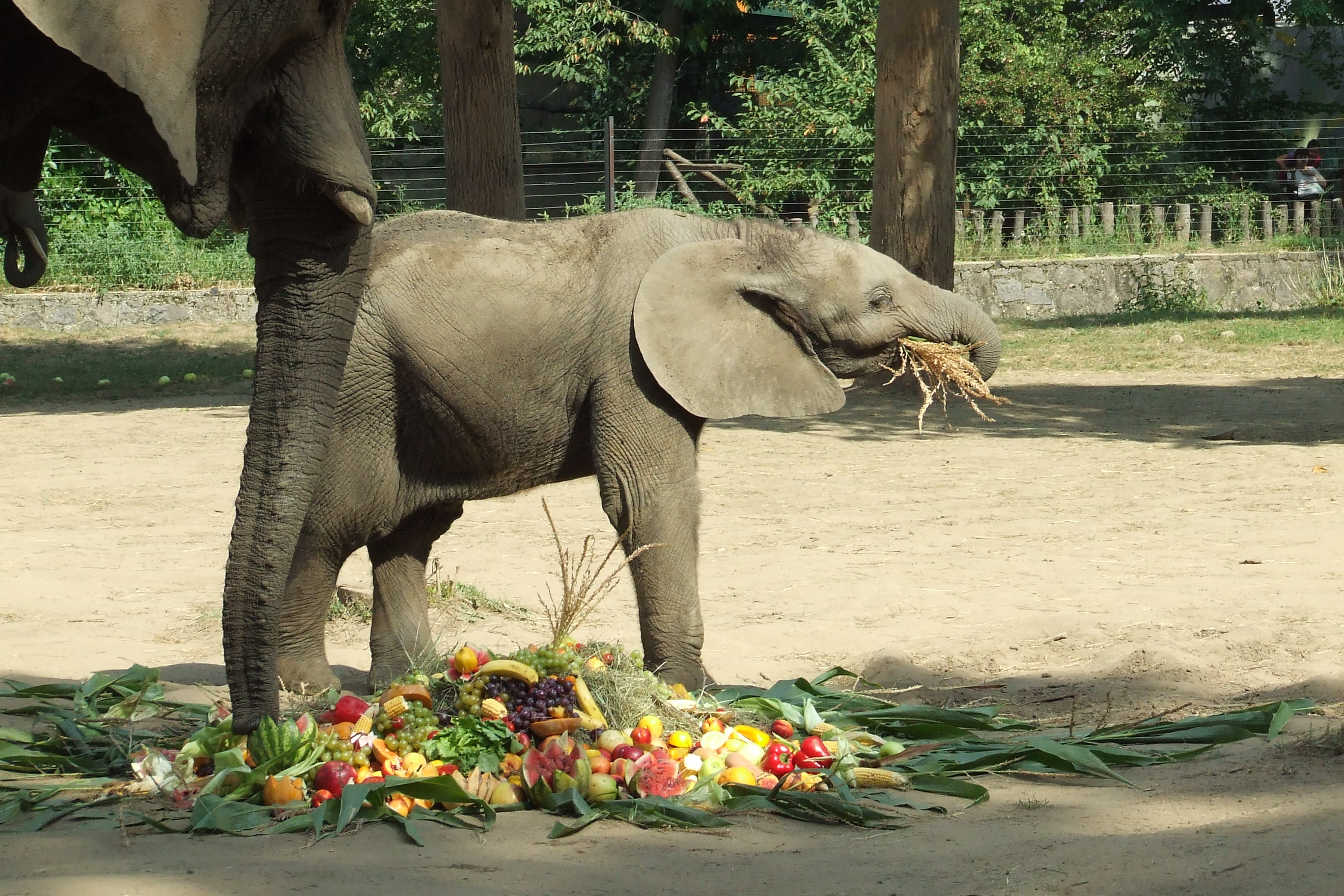
Jumaane, a kis elefántbika
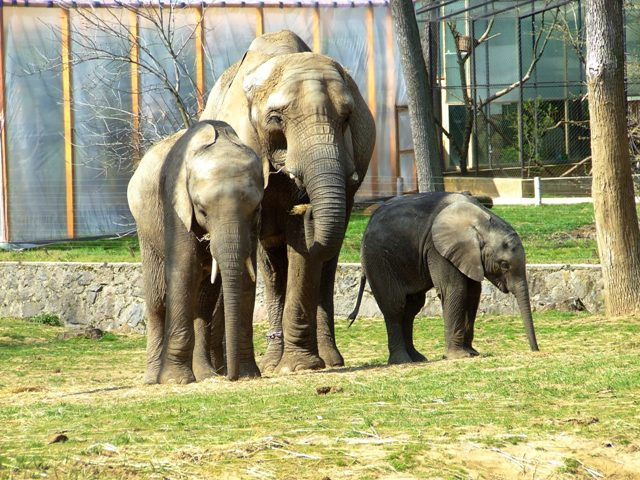
Elefántcsalád
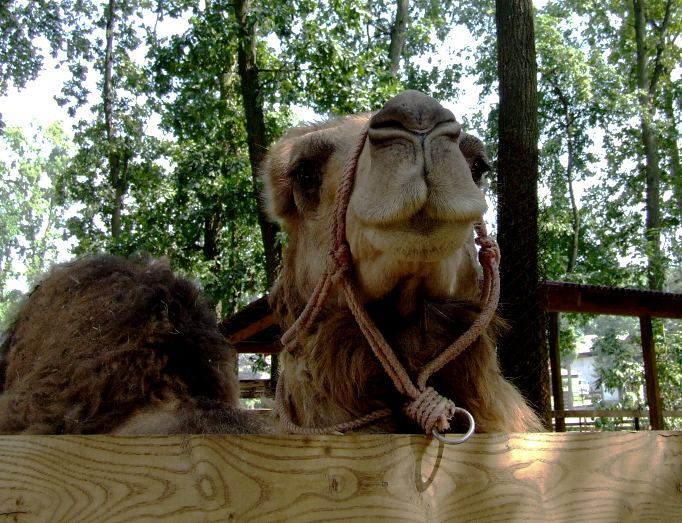
Dromedár vagy egypúpú teve

### Parasztudvar
A parasztudvar egy háziállat-bemutató és egy állatsimogató szerepét egyaránt ötvözi egy skanzennel. 
Nemcsak a háziállatokat láthatjuk itt, hanem a velük kapcsolatos hagyományos eszközöket, épületeket is. A bemutatóhoz két legelő csatlakozik, az egyiken szarvasmarhák (skót-felföldi marha, magyar szürke, magyar tarka és kárpáti bronzderes), a másikon házibivalyok ( fehér színű példány is) látható.
A bemutató kifutóiban és a középpontban álló istállóban különböző pónik, magyar hidegvérű lovak, kecskék, juhok és szamarak kaptak helyet. Az istálló padlásterén egy, a hagyományos állattartást bemutató kiállítás látható. A simogató melletti elkerített tóban magyar ludak úszkálnak, a disznóólban fehér hússertések és mangalicák röfögnek. Padlásáról szabadon kijárhatnak a pávagalambok. A baromfiudvaron magyar kacsák, pézsmarécék, magyar sárga tyúkok és díszbaromfiak élnek. Az istállóban házi nyulak is helyet kaptak, a magyar kutyafajtákat a pulik képviselik.
A Parasztudvar mellett két karám és egy, a disznóólhoz kapcsolódó kifutó áll. A két karám közül az egyiket  a haflingi lovak, a másikat welsh pónik használják. Kissé lejjebb, az Elefántház bejáratával szemben is áll egy kisebb lovaskarám, ahol jelenleg egy pár jak él.

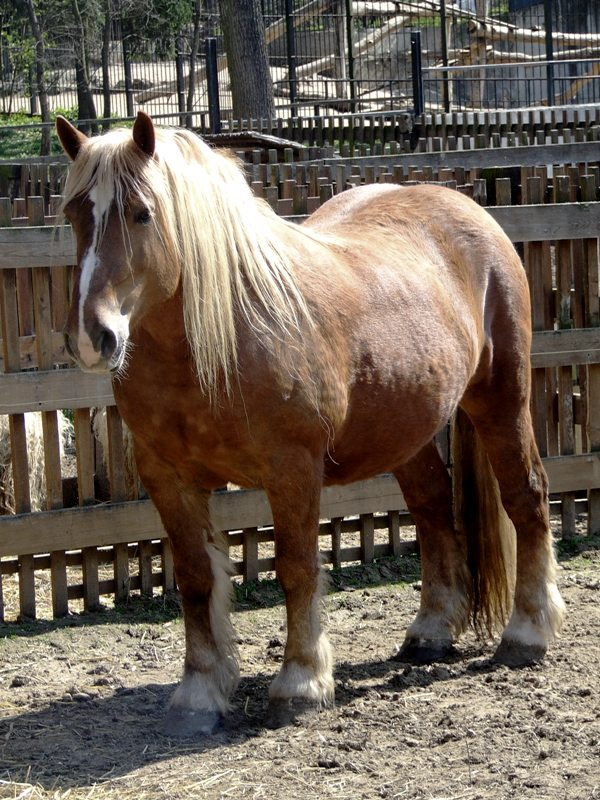
Haflingi kisló
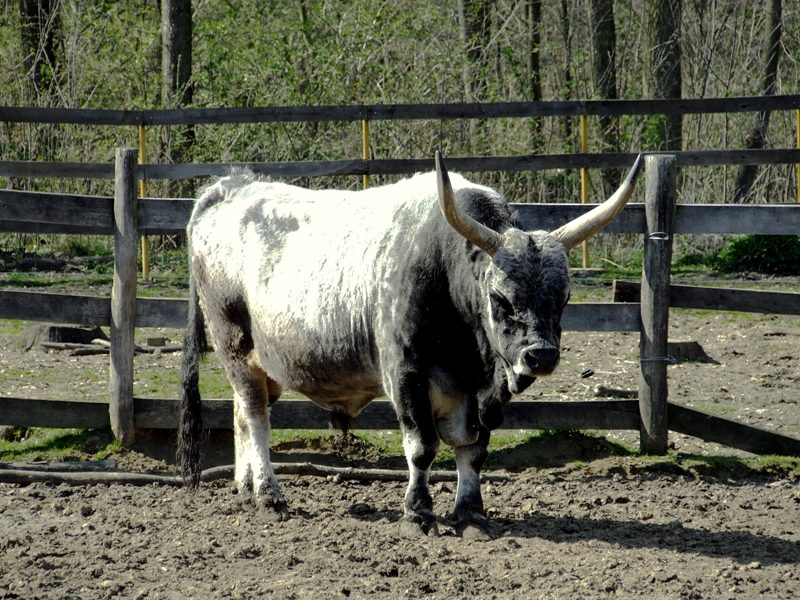
Magyar szürke bika
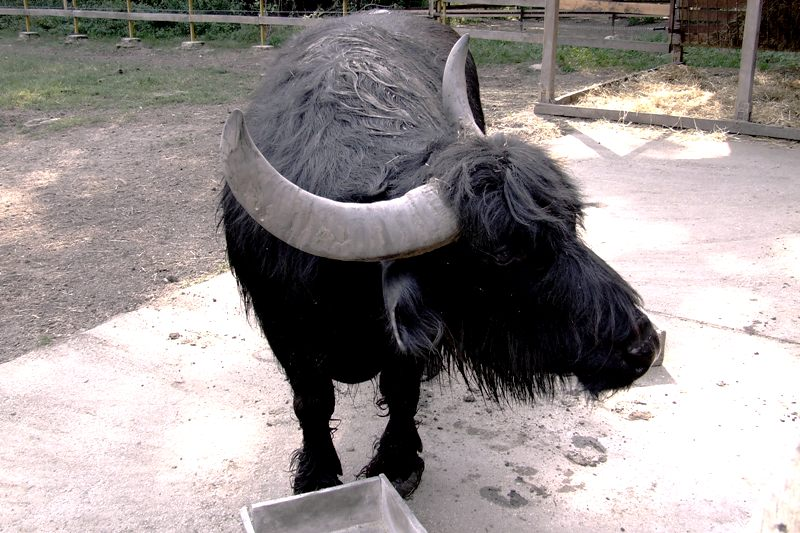
Barátságos házibivaly

### Észak-Amerika és a tigrisek
Tágas kifutóban lépdel a hat amerikai bölény, két bika (a fiatalabb ivartalanított) két tehén és két borjú. 
A farkasok kifutósorában egy fiatal tundrafarkas-pár és Alex, a tundrafarkas-szürke farkas hibrid él, aki szintén itt volt már az 1996-os Állatparkavatásnál.
A közönség kedvencei közé tartoznak a mosómedvék, kifutójuk mellett egy mini indiántábor épült.
Az amerikai állatok bemutatója végén a 2005-ben felújított tigriskifutó áll. Itt két szibériai tigris él, Borisz és Pamír, apa és lánya.

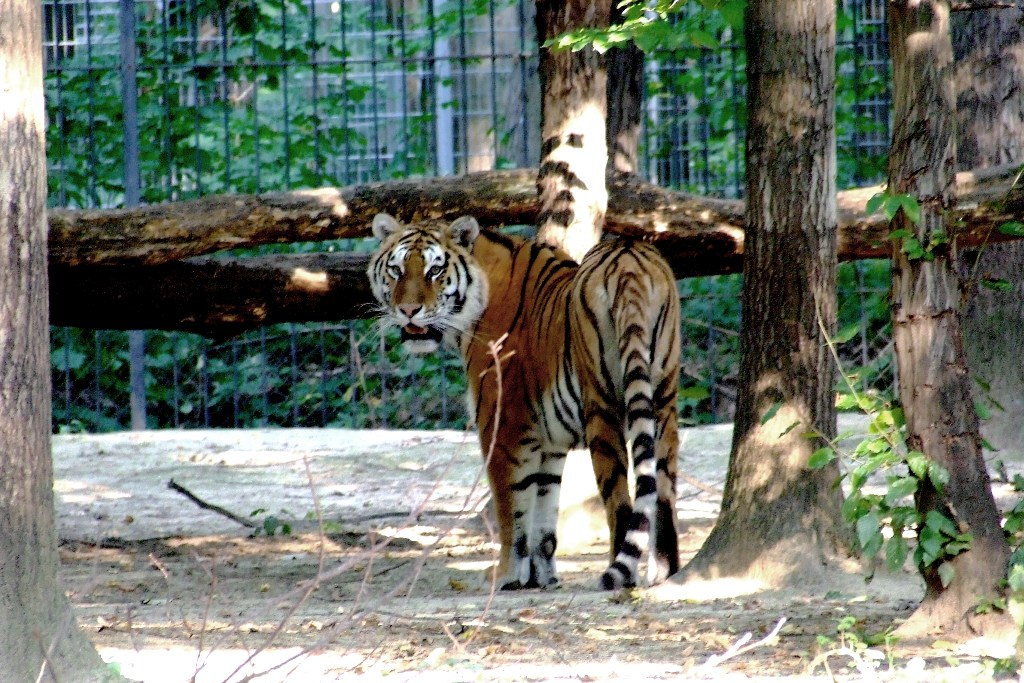
A Tigris-erdő lakója
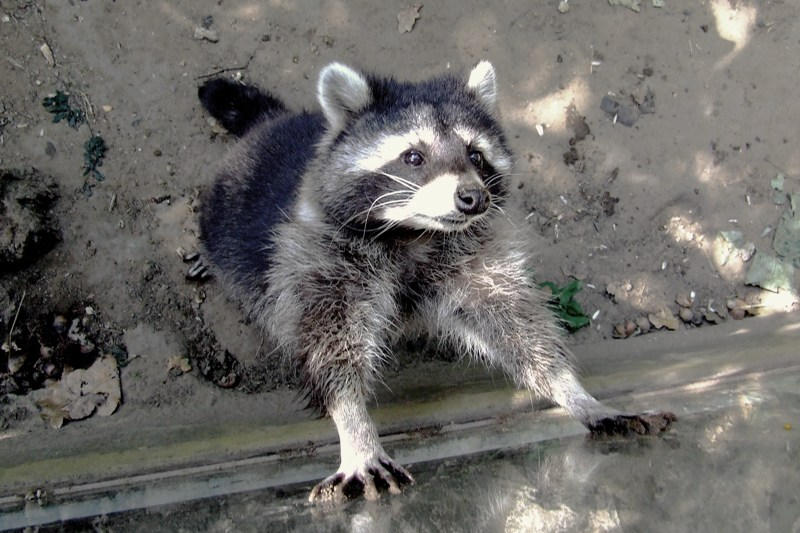
Mosómedve

### Magyar Őspark
Az Állatpark végén érünk el a Magyar Őspark nevű Európa-bemutatóhoz. Az első kifutó lakói az európai bölények és a vaddisznók, előbbieket két tehén és egy bika, utóbbiakat két koca képviseli. Kifutójukkal szemben, egy közös röpdében élnek a fácánok és a szarkák.
A dámvadak egy egész erdőt birtokolnak, Nyíregyházán több színváltozat is bemutatásra kerül. Velük átellenben a kakukktojás(Ázsiában honos) mismi takinok és vietnami szikák élnek.
Nem messze innen, a hiúzok kifutója melletti téren áll egy jurta, mely a honfoglaló magyarok életét mutatja be. Az európai ragadozó madarakat képviseli még a holló és a baglyok, közülük a leglátványosabb az uhu.
Az egy hektáros Medveerdő lakói Lolka és Bolka, az európai barna medve hímek, akik 2009-ben kerültek a Parkba.

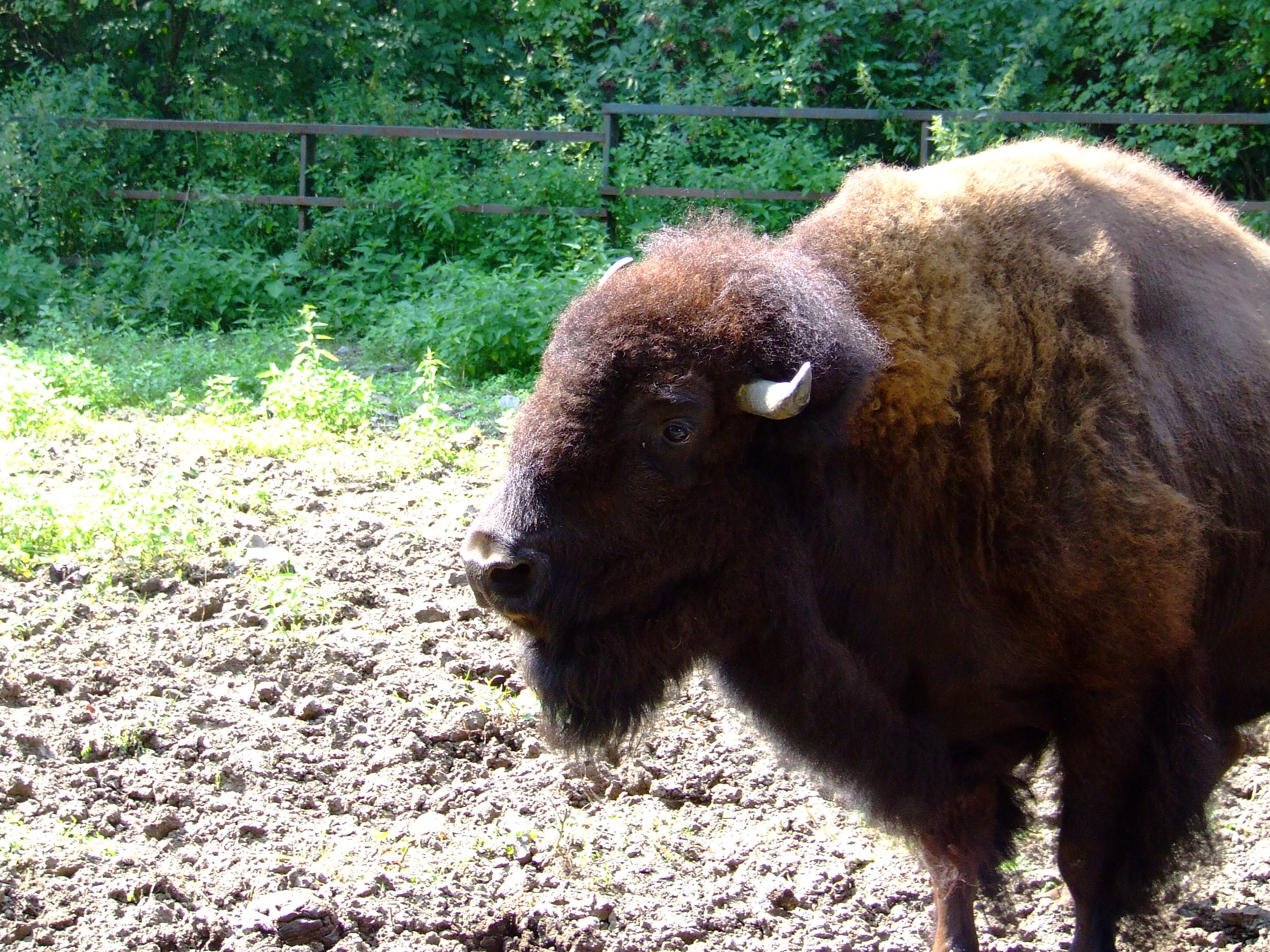
Európai bölény
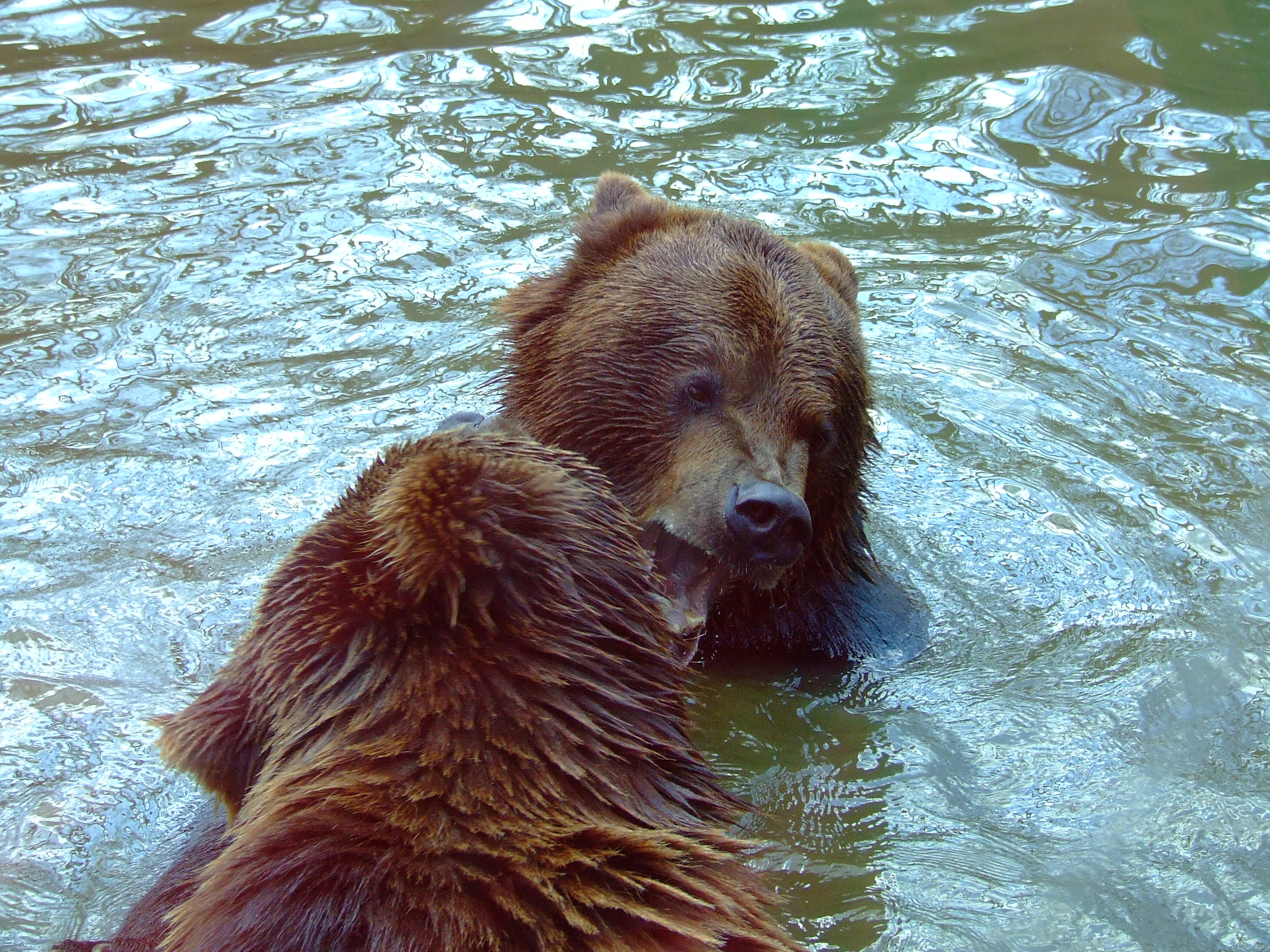
Lolka és Bolka, a fiatal barna medve hímek

## Érdekességek
- A Nyíregyházi Állatpark több rangos szakmai szervezet tagja, pl. a MÁSZ-é, az EAZA-é és a WAZA-é.
- A Park Magyarország második legnagyobb állatbemutatója és egyben legnagyobb vidéki állatbemutatója.
- Az Állatparkban található az ország legnagyobb vastagbőrű-és emlősgyűjteménye, itt látható a legtöbb medvefaj ( jeges, európai barna, pápaszemes), valamint a legnagyobb állatkerti papagájgyűjteménye.
- 1996 óta páratlan fejlődésen ment végbe az állatkert, hazánk legdinamikusabban fejlődő állatkertje.
- A Hotel Dzsungel Magyarország első állatkerti szállodája. 2016-tól a park egy második állatkerti szállodát is üzemeltet, az Ózoon Hotelt, mely a kerttől egy buszmegállónyira található. 2018-ban épült fel a harmadik szálloda, a Pangea Ökocentrum.
- A bemutatott fajok száma 500 körüli, kb. 5000 állat kerül bemutatásra. Számos, hazánkban csak itt látható állatot tartanak.
- A korábbi Sarkvidéki Panoráma helyén 1995-ig az Ifjúsági Park működött, amely a ’70-es, 80-as években Nyíregyháza legjelentősebb koncerthelyének számított.

## Magyarországon csak itt látható állatok
- Vörös óriáskenguru (Macropus rufus)
- Grévy-zebra vagy zsinóros zebra (Equus grevyi)
- Chapman-zebra (Equus burchelli chapmani)
- Nagy kudu (Tragelaphus strepsiceros)
- Nyársas antilop (Oryx gazella)
- Vietnámi szikaszarvas (Cervus nippon pseudaxis)
- Jávorszarvas ( Alces alces)
- Jak (Bos mutus)
- Dingó (Canis lupus dingo)
- Jegesmedve (Ursus maritimus)
- Pápaszemes medve (Tremarctos ornatus)
- Maláj tigris (Panthera tigris jacksoni)
- Szumátrai tigris (Panthera tigris sondaica)
- Geoffroy-macska (Leopardus geoffroyi)
- Közönséges hulmán (Semnopithecus entellus)
- Borneói orangután (Pongo pygmaeus)
- Sárgaszakállú maki (Eulemur collaris)
- Királypingvin (Aptenodytes patagonicus)
- Sziklaugró pingvin (Eudyptes chrysocome)
- Humboldt-pingvin (Spheniscus humboldti)
- Ezüstsirály (Larus argentatus)
- Andoki kondor (Vultur gryphus)
- Karvalykeselyű (Gyps rueppellii)
- kaffersas (Aquila verreauxii)
- Fehérfejű rétisas (Haliaeetus leucocephalus)
- Óriásrétisas (Haliaeetus pelagicus)
- Malukui kakadu (Cacatua moluccensis)
- Mexikói katonaara (Ara militaris mexicana)
- Barátpapagáj kék színváltozata (Myiopsitta monachus)
- Ezüstös orrszarvúmadár (Bycanistes brevis)
- Óriástukán (Ramphastos toco)
- Páncélos krokodil (Crocodylus cataphractus)
- Fehérfoltú szirticápa (Carcharhinus albimarginatus)
- Óriáskagyló (Tridacna gigas)
- valamint még számos tengeri állatfaj.

## Magyarországon ritkán látható állatok
- Nyugati síkvidéki gorilla (Gorilla gorilla gorilla)
- Fehérkezű gibbon (Hylobates lar)
- Császárbajszú tamarin (Saguinus imperator)
- Afrikai elefánt (Loxodonta africana)
- Indiai orrszarvú ( Rhinoceros unicornis)
- Kaliforniai oroszlánfóka (Zalophus californius)
- Komodói varánusz (Varanus komodoensis)
- Szélesszájú orrszarvú (Ceratotherium simum)
- Törpe víziló (Hexaprotodon liberiensis)
- Fekete lóantilop (Hippotragus niger)
- Mendeszantilop (Addax nasomaculatus)
- Takin (Budorcas taxicolor)
- Binturong (Arctictis binturong)
- mandzsu daru (Grus japonensis)
- nagy jácintara (Anodorhynchus hyacinthinus)
- Bali-seregély (Leucopsar rothschildi)